# Varenguebec
Varenguebec är en kommun i departementet Manche i regionen Normandie i norra Frankrike. Kommunen ligger i kantonen La Haye-du-Puits som tillhör arrondissementet Coutances. År 2022 hade Varenguebec 329 invånare.

## Befolkningsutveckling
Antalet invånare i kommunen Varenguebec
| Referens: INSEE |